# ناصرالدین ناصری
ناصرالدین میرزا ناصری (۱۲۷۵ تبریز - ۱۳۵۶ اروپا) فرزند مظفرالدین‌شاه قاجار مالک عمده، والی خراسان، و نماینده مجلس بود. 
همزمان با درگذشت ناصرالدین‌شاه به دنیا آمد. مادرش حضرت علیا دختر فیروز میرزا فرمانفرما فرزند عباس میرزا نایب‌السلطنه (ولی‌عهد فتحعلی‌شاه) بود. در اواخر سلطنت پدرش مظفرالدین‌شاه که او ده سال بیشتر نداشت، عبدالمجید میرزا عین‌الدوله صدر اعظم وقت و مادرش حضرت علیا (اشرف ملک خانم سرورالسلطنه) و بستگانش تلاش نافرجامی کردند که او را به جای برادر ناتنی‌اش محمدعلی میرزا به تخت بنشانند.
هنگامی که احمدشاه به سلطنت رسید، ناصرالدین میرزا که عمو اما هم‌سن و سالش بود، همدرس او شد. مدتی هم در اروپا تحصیل کرد. وقتی احمدشاه به سن قانونی رسید و مستقلاً فرمانروایی را آغاز کرد، ناصرالدین میرزا را که هجده ساله بود، والی خراسان کرد.
ناصرالدین میرزا پس از پایان والی‌گری‌اش در خراسان، به دور از سیاست به اداره املاک وسیعش در آذربایجان پرداخت و گاه در تهران و گاه در اروپا به سر می‌برد تا اینکه در سال ۱۳۲۵ احمد قوام‌السلطنه نخست‌وزیر وقت، حزب دموکرات را تأسیس و ناصرالدین میرزا را عضو شورای عالی آن کرد. 
سال بعد، ناصرالدین میرزا به نمایندگی تبریز به مجلس شورای ملی رفت اما با پایان دوره نمایندگی‌اش بار دیگر سیاست را ترک گفت و به کار ملک‌داری‌اش بازگشت. ناصرالدین میرزا مردی ثروتمند، باسواد، خوشگذران، جدی و کتاب‌دوست و اهل بذل و بخشش توصیف شده است.
عبدالحسین میرزا فرمانفرما، رجل برجستهٔ دورهٔ قاجار دایی ناصرالدین میرزا و دکتر محمد مصدق پسر خاله اش بود.